# Karl Heim (Politiker)
Karl Heim (* 1950 in Bochingen) ist ein ehemaliger deutscher Kommunalpolitiker (parteilos).

## Leben
Am 1. Juni 1996 wurde er vom Kreistag auf die Dauer von acht Jahren zum Landrat des Schwarzwald-Baar-Kreises in Baden-Württemberg gewählt; 2004 erfolgte die Wiederwahl, 2012 trat er nicht mehr an. Sein Nachfolger wurde am 1. Juni 2012 Sven Hinterseh. Heim ist parteilos. Er war Aufsichtsratschef der Schwarzwald-Baar-Klinikum Villingen-Schwenningen GmbH, ein Mandat, das er abwechselnd mit dem Oberbürgermeister von Villingen-Schwenningen ausübt.  
Heim ist verheiratet und Vater zweier Töchter. Er lebt im Ortsteil Obereschach von Villingen-Schwenningen.